# Reinaldo Gorno
Reinaldo Berto Gorno (1918. június 18. – Buenos Aires, 1994. április 10.) olimpiai ezüstérmes argentin atléta, maratoni futó.

## Pályafutása
1951-ben ezüstérmet szerzett a pánamerikai játékokon. 
Pályafutása alatt egyetlen alkalommal, 1952-ben, Helsinkiben indult az olimpiai játékokon. A távot másodikként teljesítette az új olimpiai rekorddal győztes Emil Zátopek mögött.
1954-ben, első külföldiként nyerte meg a Fukuoka Maratont, 1955-ben pedig az Enschede Maratonon győzött.

## Egyéni legjobbjai
- Maratoni futás - 2.20:28 (1955)